# Dresdens voetbalkampioenschap 1900/01
In 1900/01 werd het eerste Dresdens voetbalkampioenschap gespeeld, dat werd ingericht door de Dresdense voetbalbond. De competitie werd gespeeld van maart 1901 tot september 1901. BC Sportlust 1900 Dresden werd de eerste kampioen. Er was dit jaar nog geen verdere eindronde op regionaal of nationaal niveau. 

## Eindstand
| Plaats | Club                      | Wed. | W | G | V | Saldo | Ptn |
| ------ | ------------------------- | ---- | - | - | - | ----- | --- |
| 1.     | BC Sportlust 1900 Dresden | 4    | 4 | 0 | 0 | 7:0   | 8:0 |
| 2.     | Dresdner SC 1898          | 4    | 1 | 0 | 3 | 7:4   | 2:6 |
| 3.     | Dresdner FC 1893          | 4    | 1 | 0 | 3 | 4:14  | 2:6 |

|  | Kampioen |